# Erftstraße 9–11

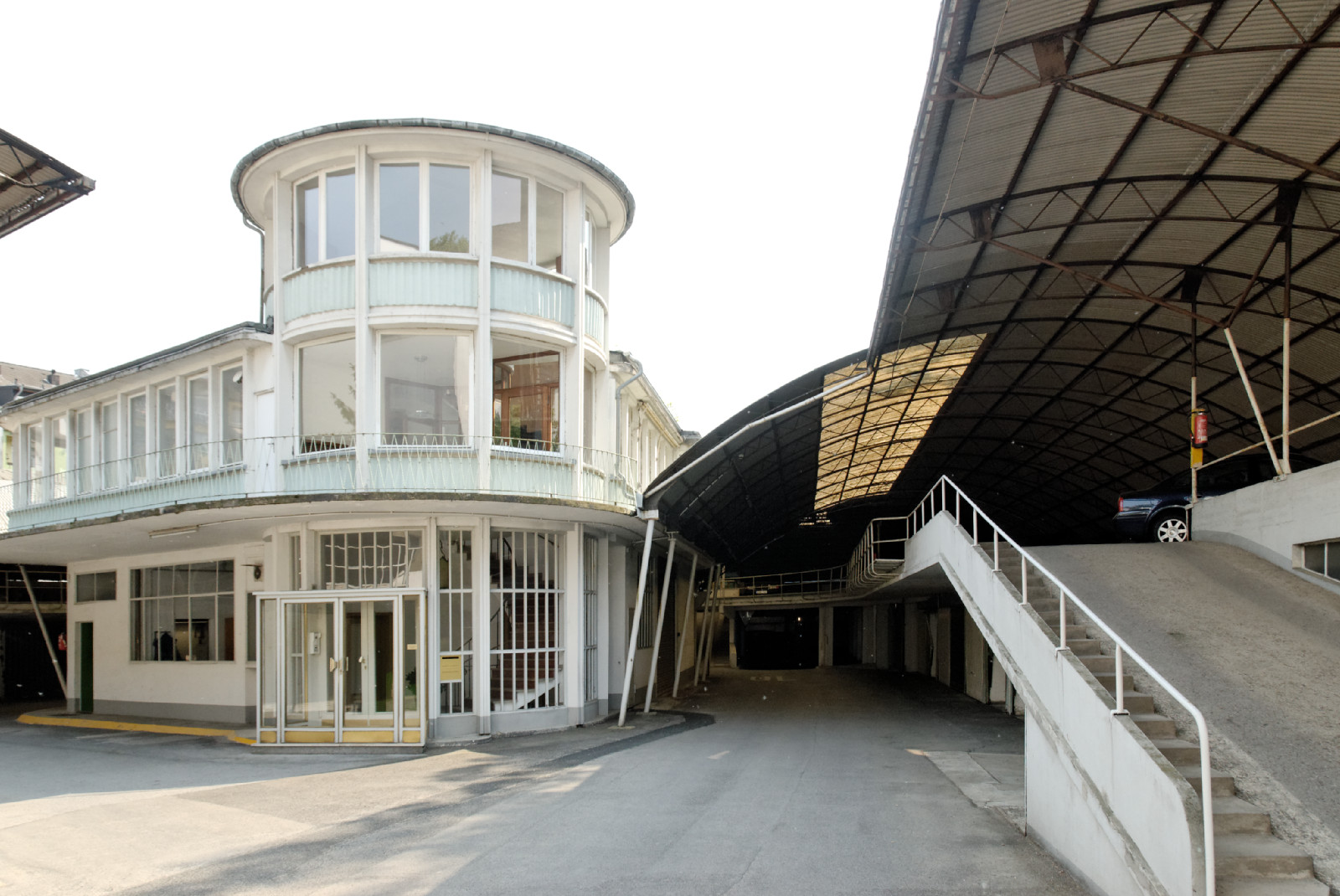
Ansicht von Nordwesten (2011)

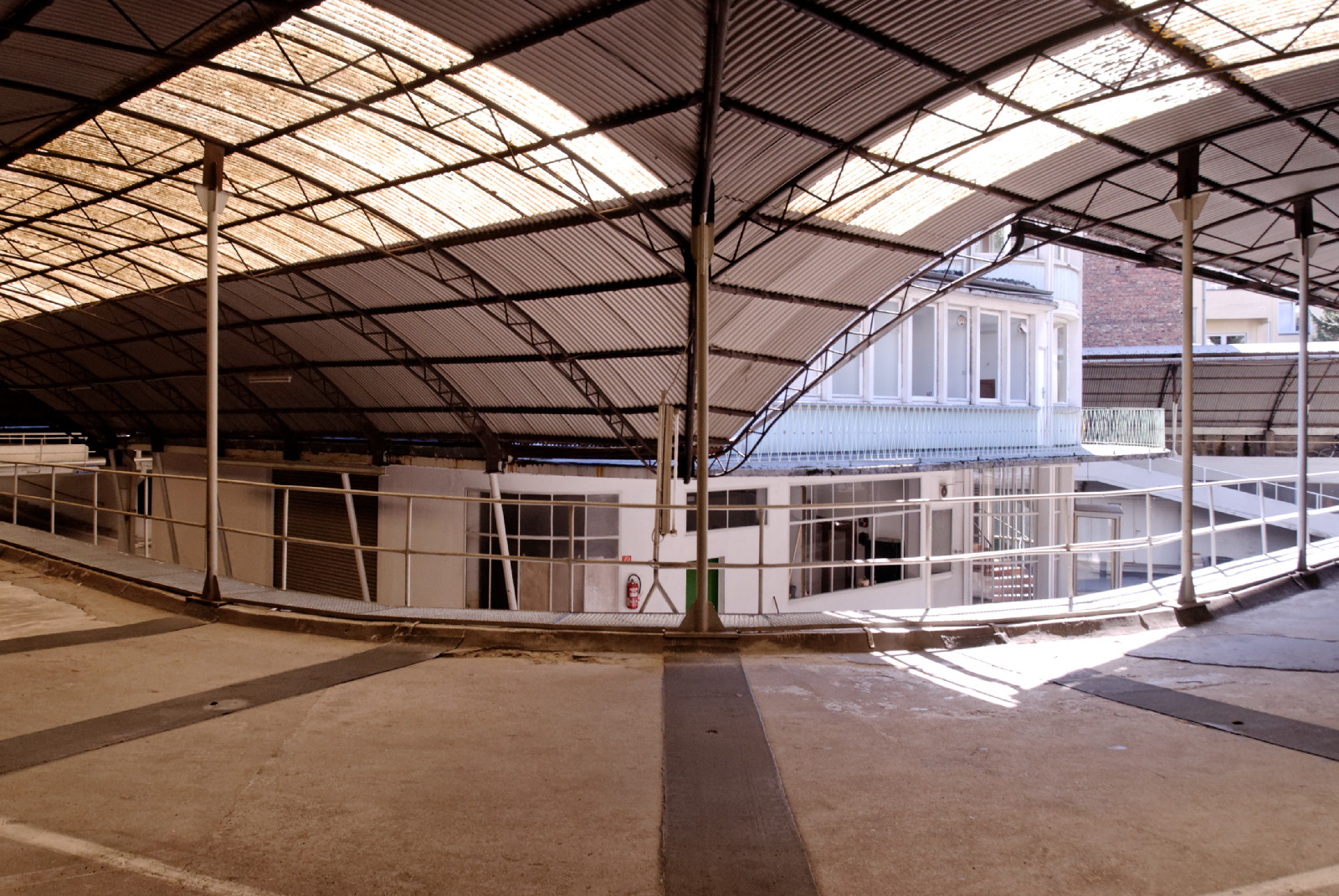
Innenansicht von Nordosten (2011)

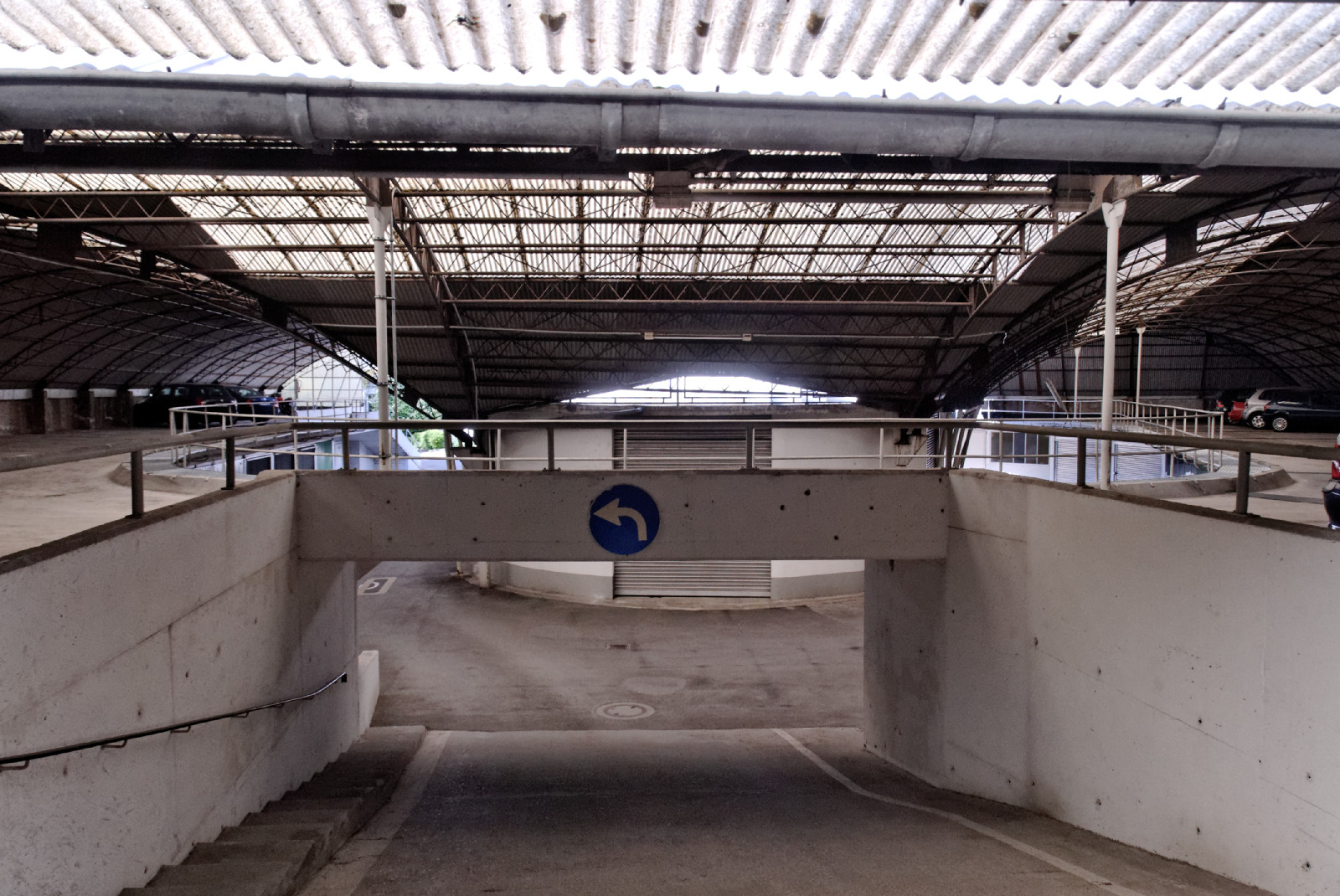
Innenansicht von Südosten (2011)

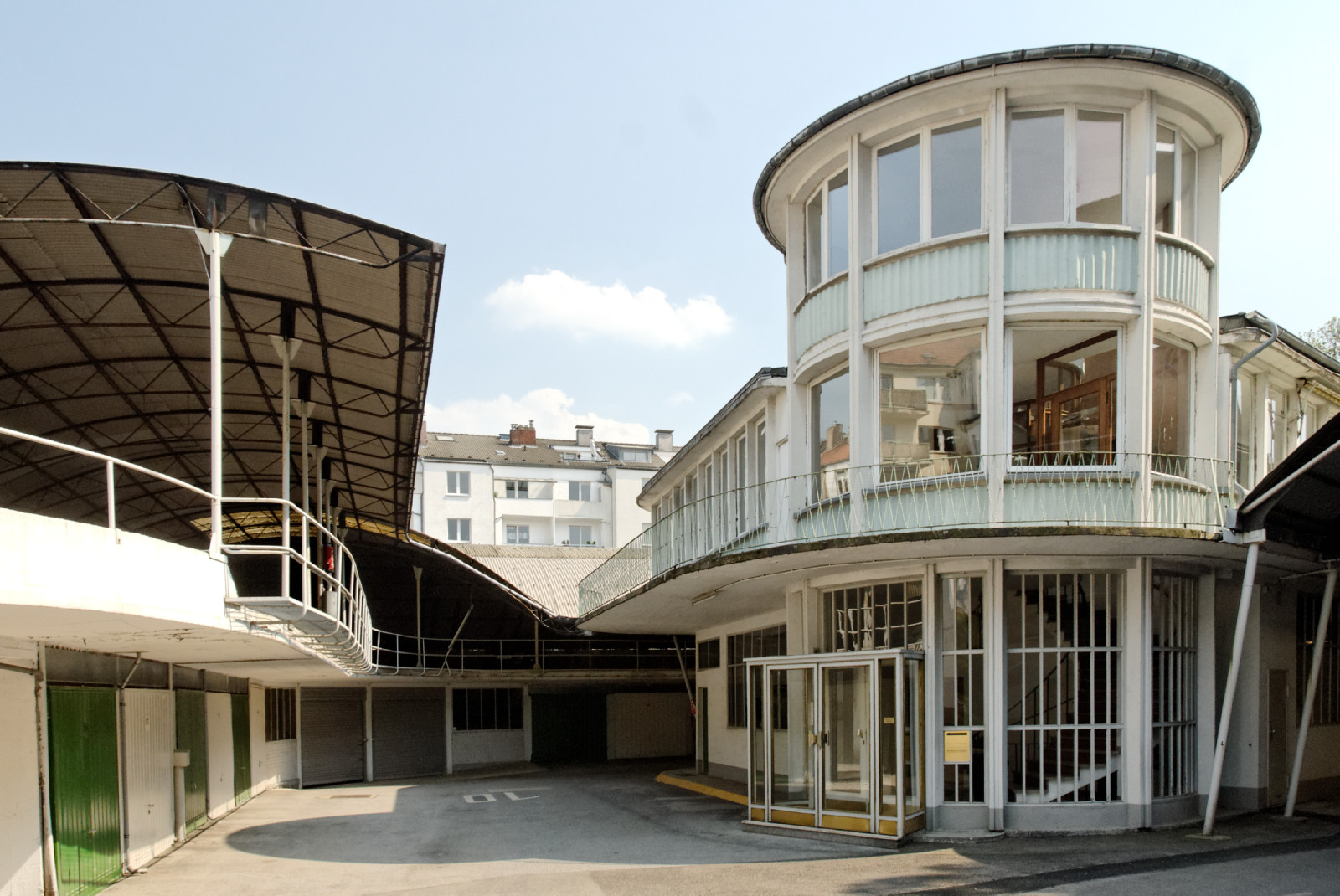
Ansicht von Westen (2011)

Die Garagenanlage Erftstraße in Düsseldorf-Unterbilk ist ein unter Denkmalschutz stehendes Baudenkmal. Ihre Eintragung in die Denkmalliste der Stadt Düsseldorf erfolgte am 18. Mai 2009 (Denkmal Nr. A 1584). Die 1953 bis 1956 errichtete Anlage stellt einen „signifikanten Beleg“ für die Zunahme des Individualverkehrs in den Großstädten dar, der die Errichtung von „Versorgungsbauten für den KFZ-Verkehr“ nach sich zog.:467

## Lage
Inmitten eines nach Norden von der Erftstraße, nach Westen von der Neckarstraße, nach Süden von der Gladbacher Straße und nach Osten von der Wupperstraße eingefassten Wohnblocks gelegen, umfasst das eigentliche, die Garagenanlage aufnehmende Grundstück ca. 2170 m². Die Erschließung erfolgt über die Erftstraße, wo sich mittig in dem fünfgeschossigen und acht-achsigen Wohn- und Geschäftshaus Erftstraße 7–11 eine breite Durchfahrt befindet.

## Geschichte
Nach Heimeshoff spricht die Qualität der nach mehreren verworfenen Grundrissgestaltungsvarianten schließlich auf Grund eines Entwurfes von 1953 bis 1956 umgesetzten Anlage für die Hand einer „herausgehobenen Architektenpersönlichkeit“.:468 Ihr Name ist hingegen nicht überliefert. Ausweislich des Bauantrages trat die Bauunternehmung Dräger als Bauherr auf, für sie zeichnete Paul Plückebaum.:467 Die Fa. Paul Plückebaum, Haus- und Immobilienverwaltung firmiert in dem Vorderhaus Erftstraße 7–11 (2014).
Außer einer 1959 aufgesetzten zusätzlichen Dachkonstruktion überstand die Gesamtanlage als eine von wenigen ihrer Art den Zeitraum seit ihrer Entstehung von weiteren Veränderungen nahezu nicht betroffen und stellt daher inzwischen als autoverkehrstechnische Anlage der 1950er Jahre auch nach ihrer Erhaltung, bis hin zu Details wie der Treppenhausanlage und die Ausbildung der Balkongeländer, eine Rarität dar.:468

## Beschreibung
Die Zufahrt zu der Garagenanlage erfolgt über eine Durchfahrt in dem Wohn- und Geschäftshaus Erftstraße 7–11 (Lage). Hinter diesem öffnet sich ein Grundstück in Gestalt eines konvexen Vierecks, das sich mit einer mittleren Tiefe von 55 und einer durchschnittlichen Breite von ca. 40 Metern nach Süd-Osten ausdehnt. In der Mitte befindet sich ein zweigeschossiger und mit einem Flachdach versehener Werkstatt- und Bürotrakt, an dessen nordwestlicher Ecke, also dem Einfahrenden zugewandt, turmartig und auf rundem Grundriss ein drittes Geschoss aufgesetzt ist. Durch diesen, zugleich den Eingang und das Treppenhaus aufnehmenden Bestandteil, erhält das Ensemble eine besondere Akzentuierung. Umlaufend um diesen Baukörper wurde an die Grundstücksgrenze das zweigeschossige Parkdeck gesetzt, dessen Obergeschoss als ovaler Rundkurs ausgestaltet und über Rampen erschlossen ist. Darunter befindet sich das in Einzelboxen aufgeteilte Untergeschoss. Der eigentliche Parktrakt wird nach oben mit einem Runddach abgeschlossen, das auch die Verbindung zu dem mittigen Werkstatt- und Bürotrakt herstellt.:467 f